# Ever Guzmán
Ever Arsenio Guzmán Zavala (ur. 15 marca 1988 w Celayi) – meksykański piłkarz występujący na pozycji napastnika.

## Kariera klubowa
Guzmán urodził się w Celayi, jednak dorastał w mieście Moroleón i jest wychowankiem klubu Monarcas Morelia. Do treningów seniorskiej drużyny został włączony w wieku zaledwie szesnastu lat przez argentyńskiego trenera Antonio Mohameda i w meksykańskiej Primera División zadebiutował 15 maja 2004 w wygranym 4:1 spotkaniu z Pachucą. Premierowego gola w najwyższej klasie rozgrywkowej strzelił za to 11 lutego 2006 w zremisowanym 1:1 spotkaniu z Atlasem. Mimo kilku zdobytych bramek nie potrafił sobie jednak na stałe wywalczyć miejsca w podstawowym składzie Morelii, nie odnosząc również z tą drużyną większych sukcesów zarówno na arenie krajowej, jak i międzynarodowej. W lipcu 2009 został wypożyczony na okres roku do drugoligowej filii zespołu, Mérida FC, w której barwach notował regularne występy w Liga de Ascenso.
Latem 2010 Guzmán udał się na kolejne dwunastomiesięczne wypożyczenie do innego drugoligowca, Tiburones Rojos de Veracruz, gdzie również regularnie pojawiał się na boiskach, lecz częściej w roli rezerwowego, nie zdobywając żadnego gola. W jesiennym sezonie Apertura 2010 dotarł z Veracruz do dwumeczu finałowego drugiej ligi meksykańskiej, w którym jego drużyna przegrała jednak z Tijuaną. W późniejszym czasie po raz drugi został wypożyczony do Méridy, w której barwach tym razem został jednym z najlepszych strzelców zaplecza najwyższej klasy rozgrywkowej, lecz nie wywalczył z nią żadnego osiągnięcia. W lipcu 2012, również na zasadzie wypożyczenia, zasilił inną drugoligową filię Morelii, Neza FC z siedzibą w mieście Nezahualcóyotl.
| Sezon     | Klub                        | Kraj   | Rozgrywki        | Mecze | Bramki |
| --------- | --------------------------- | ------ | ---------------- | ----- | ------ |
| 2003/2004 | Monarcas Morelia            | Meksyk | Primera División | 1     | 0      |
| 2004/2005 | Monarcas Morelia            | Meksyk | Primera División | 1     | 0      |
| 2005/2006 | Monarcas Morelia            | Meksyk | Primera División | 16    | 2      |
| 2006/2007 | Monarcas Morelia            | Meksyk | Primera División | 1     | 0      |
| 2007/2008 | Monarcas Morelia            | Meksyk | Primera División | 19    | 4      |
| 2008/2009 | Monarcas Morelia            | Meksyk | Primera División | 20    | 2      |
| 2009/2010 | Mérida FC                   | Meksyk | Liga de Ascenso  | 27    | 7      |
| 2010/2011 | Tiburones Rojos de Veracruz | Meksyk | Liga de Ascenso  | 28    | 0      |
| 2011/2012 | Mérida FC                   | Meksyk | Liga de Ascenso  | 30    | 15     |
| 2012/2013 | Neza FC                     | Meksyk | Liga de Ascenso  |       |        |

## Kariera reprezentacyjna
W 2005 roku Guzmán został powołany przez trenera Jesúsa Ramíreza do reprezentacji Meksyku U-17 na Młodzieżowe Mistrzostwa Ameryki Północnej. Tam był podstawowym zawodnikiem swojej drużyny, rozgrywając wszystkie trzy spotkania i zdobywając bramkę w konfrontacji z Kanadą (2:0), natomiast jego kadra narodowa z kompletem zwycięstw zdołała zakwalifikować się na Mistrzostwa Świata U-17 w Peru. Na światowym czempionacie również regularnie wybiegał na boiska, występując w pięciu meczach, z czego w czterech jako rezerwowy i zdobył cztery gole: w fazie grupowej z Turcją (1:2), w ćwierćfinale z Kostaryką (3:1), półfinale z Holandią (4:0) oraz w finale z Brazylią (3:0). Młodzi Meksykanie po finałowym triumfie zdobyli ostatecznie na peruwiańskich boiskach tytuł mistrzów świata, a sam Guzmán został wicekrólem strzelców imprezy, ustępując jedynie swojemu rodakowi Carlosowi Veli. W 2007 roku znalazł się w powołanym przez René Isidoro Garcíę składzie reprezentacji Meksyku U-23 na Igrzyska Panamerykańskie w Rio de Janeiro, gdzie rozegrał trzy mecze, wszystkie jako rezerwowy, a jego drużyna odpadła z turnieju w półfinale, zajmując trzecie miejsce i wywalczyła brązowy medal na męskim turnieju piłkarskim.